# Alphandia
Alphandia es un género con tres especies de plantas  originarias del Pacífico occidental y Nueva Guinea, pertenecientes a la familia Euphorbiaceae.

## Taxonomía
El género fue descrito por Henri Ernest Baillon y publicado en Adansonia 11: 85. 1873. La especie tipo no ha sido designada.

## Especies aceptadas
A continuación se brinda un listado de las especies del género Alphandia aceptadas hasta marzo de 2014, ordenadas alfabéticamente. Para cada una se indica el nombre binomial seguido del autor, abreviado según las convenciones y usos.
- Alphandia furfuracea  Baill.
- Alphandia resinosa  Baill.
- Alphandia verniciflua